# Eille Norwood
Eille Norwood (n. 11 octombrie 1861, York, Anglia - d. 24 decembrie 1948, Londra) a fost un actor britanic a cărui carieră a fost marcată de numeroasele interpretări a personajului Sherlock Holmes.

## Biografie
Eille Norwood s-a născut cu numele de  Anthony Edward Brett la York, în Anglia, la 11 octombrie 1861. Pseudonimul său artistic provine de la numele prietenei sale Eileen și de la orașul Norwood. În perioada 1920-1923, l-a interpretat pe Sherlock Holmes în 47 filme mute (45 scurt-metraje și 2 lung-metraje) regizate de Maurice Elvey și George Ridgwell. Hubert Willis a jucat rolul dr. Watson în aproape toate aceste filme. În ultimul film cu Holmes, Hubert Willis a fost înlocuit de Arthur Cullin. Ținând cont de faptul că unele povestiri cu Sherlock Holmes nu fuseseră încă scrise, Norwood rămâne actorul care l-a interpretat pe Holmes de cele mai multe ori în povestirile existente. El a murit la Londra la 24 decembrie 1948.
Arthur Conan Doyle a apreciat în mod deosebit interpretarea personajului său de către Eille Norwood și a declarat: «Minunata sa interpretare a lui Holmes m-a uimit» (« His wonderful impersonation of Holmes has amazed me »). Conan Doyle a publicat și alte aventuri ale lui Sherlock Holmes după ce seria cu Eille Norwood s-a finalizat.

## Filmografie selectivă
- Princess Clementina (1911) - James Stuart
- Temptation's Hour (1916)
- The Charlatan (1916) - Dr. O'Kama
- The Tavern Knight (1920) - The Tavern Knight
- The Hundredth Chance (1920) - Dr. Jonathon Capper
- Gwyneth of the Welsh Hills (1921) - Lord Pryse
- A Gentleman of France (1921) - Gaston de Marsac
- The Hound of the Baskervilles (1921)
- The Recoil (1922) - Francis
- The Sign of Four (1923)